# Katy Bødtger
Katy Bødtger (Nørrebro, Copenhague, 28 de diciembre de 1932 - 1 de mayo de 2017) fue una cantante danesa de género pop y schlager, destacada en la radio y la música danesa desde finales de los años 50 hasta principios de los años 1980.
Su carrera inició en 1957, cuando firmó un contrato con la discográfica Nordisk Polyphon y donde luego grabó “Fiskerpigens sang”. Este sencillo se convirtió en un gran éxito, vendiendo más de 100 000 copias en Dinamarca.

## Carrera

### Exitos tempranos y Giro 413
Katy Bødtger se hizo muy popular en la icónica radio Giro 413, participando con canciones como Blå viol, Paradiso, Farvel Jimmi, farvel y la versión danesa de Dominique.

## Discografía
- Hjertenes Jul (1964)
- Katy ’75 (1975)
- Til Stille Timer
- Du Dejlige Danske Sang (1994)
- Juletræet med sin pynt
- Jeg vil takke livet

- Blå Viol (2005)

## Festival de la Canción de Eurovisión 1960
En 1960, Bødtger ganó el Dansk Melodi Grand Prix con la canción "Det var en yndig tid" (Fue un precioso momento). En ese mismo año actuó en el Festival de la Canción de Eurovisión 1960, acabando en décima posición junto a la representación de Suecia, alcanzando solo cuatro puntos.